# Az ördög jobb és bal keze 2.
Az ördög jobb és bal keze 2. (eredeti cím olaszul: …continuavano a chiamarlo Trinità, angolul: Trinity Is STILL My Name!) 1971-ben bemutatott olasz spagettiwestern–filmvígjáték, melyet E.B. Clucher írt és rendezett, zenéjét Guido és Maurizio de Angelis szerezte. Az ördög jobb és bal keze (1970) folytatása, a főbb szerepekben ismét Bud Spencer és Terence Hill látható.
A mozifilm a West Film gyártásában készült és a Delta forgalmazásában jelent meg. Olaszországban 1971. október 21-én, az Amerikai Egyesült Államokban 1972. július 20-án, Magyarországon 1992. június 19-én mutatták be a mozikban.
A filmnek van egy Magyarországon kevésbé közismert harmadik része is, mely 1995-ben jelent meg Trinità & Bambino... e adesso tocca a noi! címmel. Ezt szintén E.B. Clucher rendezte, de már nem a Spencer-Hill duóval készült: a főszereplők Trinity és Bambino fiai.

## Cselekmény
Szentlélek hazalátogat szüleihez, miután kirabolt három útonállót, valamint a babukat is megette, ahogy Bumburnyák is tette ezt előtte. Otthon az apjuk azt kéri, dolgozzanak össze, amit Bumburnyák nem akar, de belemegy azzal a feltétellel, hogy ő lesz a főnök.
Miután útnak indulnak, egy családba botlanak, akiket ki akarnak rabolni. Szentlélek a kocsiban egy gyönyörű lányt talál, ezért változtat a terven: a kocsi egyik eltört kerekét kicseréli és pénzt ad a családnak, hogy a gyereket orvoshoz tudják vinni.
A városba érve a seriff azonnal kiszúrja és a kocsmában figyelmezteti őket: egyetlen hiba és börtönbe kerülnek. Szentlélek, aki zseniális hamiskártyás, egy profi kártyással és másik két másik férfivel ül le kártyázni, a partiba Bumburnyák is beszáll. Egy nagyobb tét után Szentlélek nyer, de a profi kártyás szerint csalással. A piperkőc külsejű kártyás a pult előtt akar elégtételt venni Szentléleken, de az a villámgyors jobb kezével kétszer is megalázza, majd kilövi kezéből a pisztolyt, megadásra kényszerítve őt. Miután a pénzből új ruhát vesznek maguknak, Szentlélek meglátja azt a lányt, akit ki akartak rabolni. A lánynak és a szüleinek azt hazudja, hogy ő és a kapitány, vagyis a Bumburnyák titkos ügynökök, akiket a kormány küldött egy ügy kivizsgálása miatt. A párbeszédre Parker egyik embere felfigyel és azonnal szól a kisváros teljhatalmú urának.
A két testvér egy flancos étterembe megy enni, ahol nem kis megrökönyödést keltenek sajátos evési szokásaikkal. Parker is jelen van az étteremben, veszélyesnek találja a két „ügynököt”, ezért egyezkedni akart velük. Fejenként négyezer dollárért cserébe annyit kér, hogy hunyjanak szemet a piszkos üzletei felett. Szentlélek és bátyja rá is bólintanak az ajánlatra. A két testvér ismét találkozik a családdal, akik vacsorára hívták korábban őket. Szentlélek és a lány között szerelmi kapcsolat bontakozik ki. Visszaérve a kocsmába, egy szóváltás és néhány pofon kiosztása után a seriffhez visznek pár embert, akik körözött bűnözők voltak. A seriff — nem lévén jobb ötlete — odaadja nekik a jutalmat, majd börtönbe zárja a három férfit, akik valójában a becstelen seriff cinkosai.
Szentlélek megtudja, hogy létezik egy szerzetesrend, aminek köze van a városban történt ügyekhez. Kis nyomozás után kiderül, hogy nagyobb értékű pénzösszeg van náluk, ami fel is kelti Bumburnyák érdeklődését. A pénz Parker piszkos üzletéből származik, aki a kolostort álcaként használja kétes üzelmeihez. Szentlélek és Bumburnyák a szerzetesekkel együtt megverik a seriff embereit, majd meg akarnak lépni a pénzzel, de megjelennek az igazi ügynökök – ők viszont nem gyanakodnak a két szélhámosra, hanem elhiszik, hogy azok is ügynökök. A valódi ügynökök megköszönik a testvérpár „szolgálatait”, azonban a pénzt magukhoz veszik, Bumburnyák nagy bánatára.

## Szereplők
| Szerep                    | Színész             | Magyar hang                                      |
| ------------------------- | ------------------- | ------------------------------------------------ |
| Szentlélek (Trinity)      | Terence Hill        | Ujréti László                                    |
| Bumburnyák (Bambino)      | Bud Spencer         | Bujtor István                                    |
| Papa                      | Harry Carey, Jr.    | Kránitz Lajos                                    |
| Farrah, a testvérek anyja | Jessica Dublin      | Pécsi Ildikó                                     |
| Denveri banditavezér      | Riccardo Pizzuti    | Trokán Péter                                     |
| Jesse, farmerlány         | Yanti Somer         | Orosz Helga                                      |
| Szerzetes                 | Pupo De Luca        | Székhelyi József                                 |
| Seriff                    | Enzo Tarascio       | Helyey László                                    |
| Farmer                    | Enzo Fiermonte      | Buss Gyula                                       |
| Farmer felesége           | Dana Ghia           | Farkas Zsuzsa                                    |
| James Parker              | Emilio Delle        | Fülöp Zsigmond                                   |
| Főpincér                  | Franco Ressel       | Jakab Csaba                                      |
| Lopert                    | Gérard Landry       | Szokolay Ottó                                    |
| Fogadós                   | Luigi Bonos         | Makay Sándor                                     |
| Nagykártyás Hendrix       | Antonio Monselesan  | Csankó Zoltán                                    |
| Denveri banditák          | Fortunato Arena     | Kun Vilmos                                       |
| Denveri banditák          | N/A                 | Rosta Sándor                                     |
| Denveri banditák          | N/A                 | Kárpáti Tibor                                    |
| Félszemű kártyás          | Gilberto Galimberti | Balázsi Gyula                                    |
| Stingary Smith            | Benito Stefanelli   | Ujlaki Dénes (1. hang) Wohlmuth István (2. hang) |
| Murdock                   | Jean Louis          | Szabó Sipos Barnabás                             |
| Csendőrvezér              | Adriano Micantoni   | Kisfalussy Bálint                                |
| Istállós                  | Dante Cleri         | Imre István                                      |
| Harry, utas a kocsin      | N/A                 | Imre István                                      |
| Clementino testvér        | N/A                 | Imre István                                      |
| Filippides testvér        | N/A                 | Imre István                                      |
| Fegyverboltos             | N/A                 | Pataky Imre                                      |
| Idősebb kártyás           | N/A                 | Dobránszky Zoltán                                |
| Idős vendég               | N/A                 | Antal László                                     |
| Stingary Smith társai     | N/A                 | N/A                                              |
| Stingary Smith társai     | N/A                 | N/A                                              |
| Stingary Smith testvérei  | N/A                 | Ujlaki Dénes                                     |
| Stingary Smith testvérei  | N/A                 | Várkonyi András                                  |
| Gonzales, fegyvercsempész | N/A                 | Orosz István                                     |
| Ágnes, utas a kocsin      | N/A                 | Papp Ágnes                                       |
| Idősebb utas a kocsin     | N/A                 | N/A                                              |

## Televíziós megjelenések
RTL Klub, Film+, Cool, Film+ 2, Mozi+, TV2, PRIME, Moziverzum